# All We Know Is Falling
All We Know Is Falling utgavs den 26 juli 2005 och är Paramores debutalbum. 

## Låtlista
| Nr  | Titel                                     | Längd |
| --- | ----------------------------------------- | ----- |
| 1.  | All We Know                               | 3:13  |
| 2.  | Pressure                                  | 3:05  |
| 3.  | Emergency                                 | 4:00  |
| 4.  | Brighter                                  | 3:43  |
| 5.  | Here We Go Again                          | 3:46  |
| 6.  | Never Let This Go                         | 3:40  |
| 7.  | Whoa                                      | 3:21  |
| 8.  | Conspiracy (Williams, Farro, Taylor York) | 3:42  |
| 9.  | Franklin                                  | 3:18  |
| 10. | My Heart                                  | 3:59  |

| 11. | Pressure ((live) (originally released on The Final Riot!) | 3:01 |
| 12. | Here We Go Again (live) (originally released on Riot!))   | 3:24 |
| 13. | Pressure (music video)                                    | 3:06 |
| 14. | Emergency (music video)                                   | 3:58 |
| 15. | All We Know (music video)                                 | 3:14 |

| 11. | Oh, Star                      | 3:50 |
| 12. | "Here We Go Again" (Acoustic) |      |
| 13. | "Hallelujah" (Acoustic)       |      |